# Batodromeus richardi
Batodromeus richardi är en insektsart som först beskrevs av Griffini 1908.  Batodromeus richardi ingår i släktet Batodromeus och familjen vårtbitare. Inga underarter finns listade i Catalogue of Life.